# Municipio de Homer (condado de Medina)
El municipio de Homer (en inglés: Homer Township) es un municipio ubicado en el condado de Medina en el estado estadounidense de Ohio. En el año 2010 tenía una población de 1462 habitantes y una densidad poblacional de 23,04 personas por km².

## Geografía
El municipio de Homer se encuentra ubicado en las coordenadas 41°1′52″N 82°7′0″O / 41.03111, -82.11667. Según la Oficina del Censo de los Estados Unidos, el municipio tiene una superficie total de 63.46 km², de la cual 63,38 km² corresponden a tierra firme y (0,12 %) 0,08 km² es agua.

## Demografía
Según el censo de 2010, había 1462 personas residiendo en el municipio de Homer. La densidad de población era de 23,04 hab./km². De los 1462 habitantes, el municipio de Homer estaba compuesto por el 98,7 % blancos, el 0,62 % eran afroamericanos, el 0,27 % eran de otras razas y el 0,41 % eran de una mezcla de razas. Del total de la población el 0,55 % eran hispanos o latinos de cualquier raza.